# 채퍼퀴딕섬

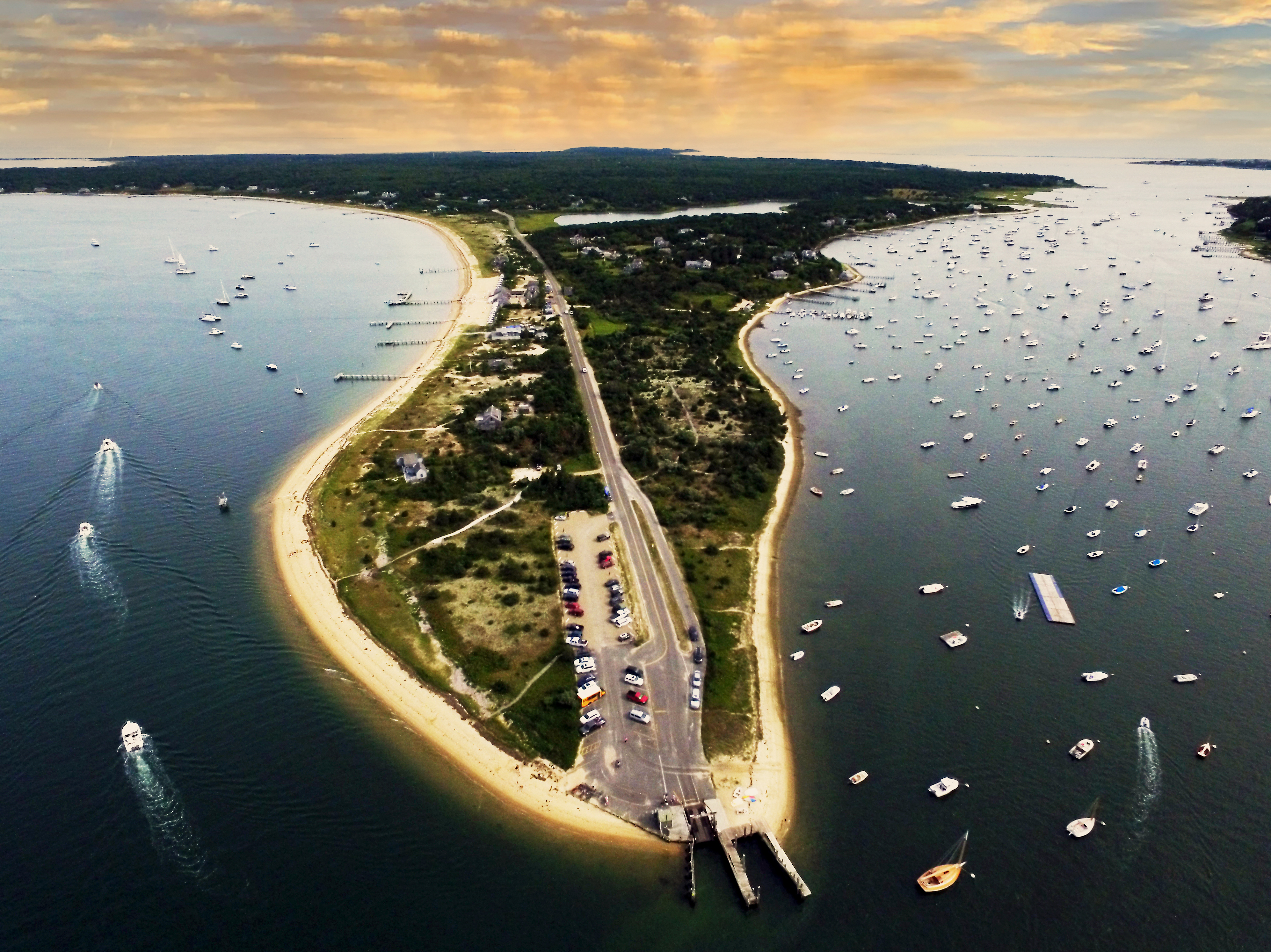
채퍼퀴딕섬

채퍼퀴딕섬(Chappaquiddick Island)은 마샤의 포도밭 동쪽 끝에 위치한 반도이자 가끔 섬이기도 하다. 좁은 장벽 해변인 노턴 포인트는 마샤의 포도밭과 카타마와 와스크 사이의 채퍼퀴딕을 연결한다. 침입은 허리케인과 강한 폭풍으로 인해 섬들이 일정 기간 동안 분리되기 때문에 발생한다. 두 섬은 가장 최근인 2023년 12월 31일에 다시 연결되었다. 현대사에서 두 육지 형태는 대부분 서로 연결되어 있지만, 채퍼퀴딕은 그럼에도 불구하고 섬이라고 불린다.
방문객들은 해변, 자전거 타기, 하이킹, 자연 관광과 버드나무로 만들어진 작은 일본 정원인 마이토이 가든과 해변을 위해 외딴 섬을 방문한다. 에드가타운에서 두 대의 소방차가 섬에 주둔하고 있다. 포장된 채퍼퀴딕 로드와 파우치 로드는 모래, 숲길, 산책로 및 해안선으로 접근할 수 있다.
채퍼퀴딕은 1969년 미국 상원의원 에드워드 M. 케네디가 우연히 다이크 다리에서 푸가 연못으로 차를 몰고 들어가면서 같은 이름의 사건을 계기로 국제적으로 알려지게 되었다. 케네디의 28세 승객 메리 조 코펙네는 차 안에서 익사했다.